# Centrale idroelettrica di Fedio-Demonte
La centrale idroelettrica di Fedio è situata nel comune di Demonte, in provincia di Cuneo.

## Caratteristiche

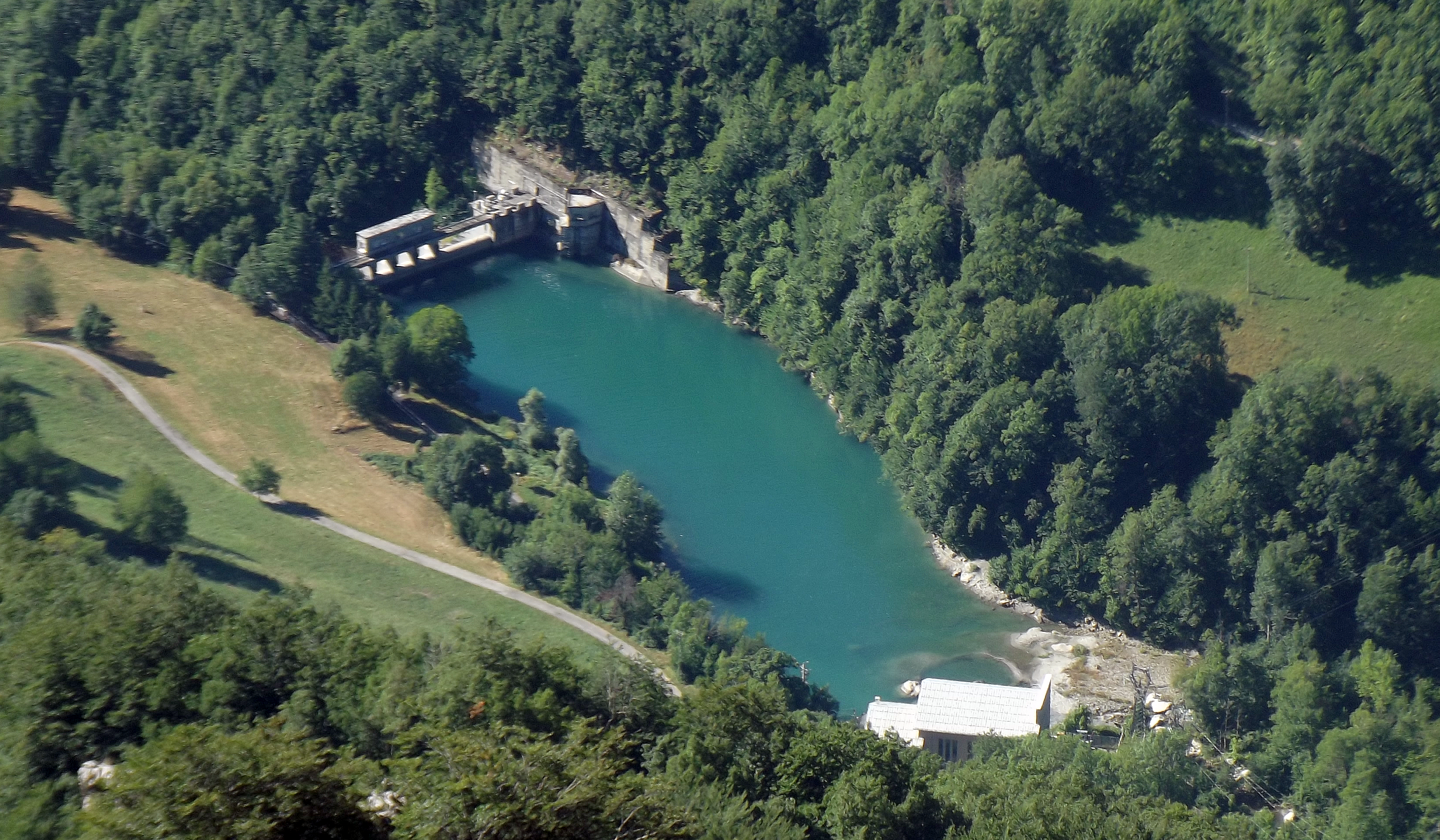
L'invaso di Fedio

La diga fu realizzata tra il 1951 e il 1954; lo sbarramento è a gravità, in calcestruzzo, dell'altezza di 21 m..
Si tratta di una centrale a bacino che sfrutta le acque già sfruttate dall'impianto di San Giacomo ed accumulate nell'omonimo bacino, dal quale sono quindi prelevate. A queste acque si uniscono le acque provenienti dal torrente Cant e da altri affluenti minori.

Le acque sono infine restituite nel bacino di Fedio il quale a sua volta alimenta la centrale di Demonte, che si trova a 1,5 km di distanza dalla diga..
I macchinari consistono in un singolo gruppo turbina/alternatore, con Pelton ad asse orizzontale.